# Elezioni regionali in Italia del 2015
Le elezioni regionali in Italia del 2015 si tennero domenica 31 maggio.
Riguardarono 7 delle 15 regioni a statuto ordinario, e si svolsero insieme al primo turno delle elezioni amministrative.

## Il sistema di voto regionale
La legge Tatarella regola il voto in molte regioni, e si basa su un sistema misto per quattro quinti proporzionale, e per un quinto maggioritario plurinominale.
In alcune regioni (tra cui Toscana, Marche, Puglia, Campania, Umbria), tuttavia, la legge Tatarella è stata recepita con modificazioni.

## Il quadro politico
Le precedenti elezioni regionali del 2010 avevano coinvolto 13 regioni italiane, delle quali 7 erano state aggiudicate alla coalizione di centrosinistra, mentre le restanti 6 allo schieramento di centrodestra.
Sei regioni non hanno raggiunto la conclusione naturale della legislatura:
2013
- Lazio: Le elezioni si tennero il 24 e 25 febbraio 2013 a causa delle dimissioni del presidente Renata Polverini in seguito allo scandalo sulla gestione dei fondi per i gruppi consiliari[3]. Vinse la coalizione di centrosinistra e fu eletto presidente Nicola Zingaretti.
- Lombardia: le elezioni anticipate, a seguito delle dimissioni del Consiglio regionale causate dai numerosi scandali ed indagini che, durante la legislatura, coinvolsero consiglieri ed assessori, si svolsero il 24 e 25 febbraio 2013; vinse la coalizione di centrodestra e fu eletto presidente Roberto Maroni.
- Basilicata: Le elezioni si tennero il 17 e il 18 novembre 2013, a seguito delle dimissioni del presidente Vito De Filippo dopo lo scandalo sui rimborsi illeciti che aveva portato agli arresti domiciliari di due assessori[4]. Vinse la coalizione di centrosinistra e fu eletto presidente Marcello Pittella.

2014
- Piemonte: il consiglio regionale fu sciolto in seguito alla sentenza del TAR che annullò le precedenti elezioni a causa di irregolarità riscontrate nelle firme raccolte a sostegno della lista "Pensionati per Cota"[5]. Le elezioni si svolsero il 25 maggio 2014, vinse il centrosinistra, "Chiamparino presidente", e fu eletto presidente Sergio Chiamparino
- Calabria: Le elezioni anticipate, a seguito delle dimissioni del presidente Giuseppe Scopelliti giudicato colpevole in primo grado di abuso d'ufficio e della falsificazione dei bilanci comunali quando era sindaco di Reggio Calabria[6], si tennero il 23 novembre 2014, vinse il centrosinistra e fu eletto presidente Mario Oliverio.
- Emilia-Romagna: Le elezioni anticipate si tennero il 23 novembre 2014. Furono indette anticipatamente a causa delle dimissioni del presidente Vasco Errani in seguito alla condanna per falso ideologico nell'inchiesta "Terremerse"[7]. Vinse la coalizione di centrosinistra e fu eletto presidente Stefano Bonaccini.

Il quadro politico che si evidenzia dai risultati delle elezioni intercorse tra le due votazioni risulta completamente cambiato rispetto al 2010:
- Il centrosinistra, Italia. Bene Comune vinse, anche se solo parzialmente, le elezioni politiche del 2013; ottenne la maggioranza alla Camera dei deputati ma non al Senato. Questa situazione diede vita a governi, Letta I e poi Renzi I, appoggiati da partiti che si erano presentati alle elezioni in schieramenti contrapposti. Il governo in carica al momento delle elezioni era appoggiato da PD, AP (NCD-UdC), SC, PSI, PpI, Dem. Solidale.
- Sempre alle elezioni del 2013 il Movimento 5 Stelle, alla sua prima competizione nazionale, ottenne un significativo risultato elettorale, il 25,56% dei voti per l'elezione del Parlamento, alle successive tornate regionali otterrà risultati inferiori in alcuni casi anche significativamente[8].
- Aumento dell'astensionismo, specialmente nelle elezioni regionali. Nelle politiche del 2013 l'affluenza al voto diminuì di circa il 5%, nelle regionali successive l'affluenza fu ancora più bassa, in Basilicata fu inferiore alla soglia del 50%, assestandosi al 47,6%, circa 5% in meno rispetto alle regionali precedenti, in Calabria scese al 44,07%, il 15% in meno, e il minimo si raggiunse nelle elezioni dell'Emilia-Romagna con un'affluenza del 37,71%, il 31% in meno. Le elezioni del Piemonte e dell'Abruzzo furono in controtendenza presentando affluenze maggiori della tornata precedente.

### Alleanze
Negli anni precedenti a queste elezioni le forze intorno alle quali si erano costruite cinque anni prima le principali alleanze hanno governato insieme e, ancora nel momento delle elezioni, il Nuovo Centrodestra, partito nato dallo scioglimento del Popolo della Libertà, governa con il Partito Democratico; Forza Italia, la componente maggioritaria dello schieramento di centrodestra, è da oltre un anno passata all'opposizione. Questa alleanza governativa però non si ritrova in nessuna regione: ovunque PD e NCD si presentano in schieramenti contrapposti.
Anche se non ci sono stati accordi nazionali e le alleanze si sono costruite nei singoli territori sono comunque ovunque identificabili quattro schieramenti: il centrodestra, il centrosinistra, il movimento cinque stelle, la sinistra.
- Il centrodestra, costituito da Forza Italia, Lega Nord e Fratelli d'Italia - Alleanza Nazionale, si presenta unito nel Veneto, in Liguria e in Umbria, candidando, rispettivamente, l'uscente Luca Zaia, il consigliere politico di Forza Italia Giovanni Toti e Claudio Ricci, attuale Sindaco di Assisi. Nelle altre regioni si divide, con Lega Nord e Fratelli d'Italia - Alleanza Nazionale, che presentano candidati comuni in Toscana e nelle Marche, candidando, rispettivamente, il responsabile economico della Lega, l'economista e professore universitario Claudio Borghi, ed il Sindaco di Potenza Picena Francesco Acquaroli di Fdi, mentre Forza Italia presenta il proprio candidato in Toscana e si schiera con il governatore uscente Spacca, ex PD, nelle Marche. In Campania Forza Italia e Fratelli d'Italia-Alleanza Nazionale sostengono il governatore uscente Stefano Caldoro, mentre la Lega, nelle vesti del neonato movimento Noi con Salvini, non presenta liste; invece in Puglia Forza Italia e Noi con Salvini sostengono Adriana Poli Bortone, mentre Fratelli d'Italia-Alleanza Nazionale, insieme ai fittiani, sostiene Francesco Schittulli
- Il Nuovo Centrodestra, rappresentante del Centrodestra governativo, presenta il proprio candidato presidente in Toscana, mentre si presenta in coalizione nelle altre regioni: a sostegno di Flavio Tosi in Veneto; insieme al resto del centrodestra in Liguria e in Umbria; a sostegno, insieme a Forza Italia, dell'ex governatore del Partito Democratico Gian Mario Spacca nelle Marche; con Stefano Caldoro in Campania insieme a Forza Italia e Fratelli d'Italia-Alleanza Nazionale, e con Fratelli d'Italia-Alleanza Nazionale ed i dissidenti fittiani di Forza Italia a sostegno di Francesco Schittulli in Puglia.
- La coalizione di centrosinistra, sostanzialmente formata dal solo PD, presenta i candidati selezionati tramite le primarie o i governatori uscenti, tutti aderenti al PD. Nelle Marche Luca Ceriscioli in coalizione con l'UdC; in Liguria Raffaella Paita in alleanza con una lista civica Liguri per Paita e la lista Liguria Cambia del sindaco di Imperia Carlo Capacci; in Toscana Enrico Rossi in alleanza con una lista civica Popolo Toscano; in Campania, Vincenzo De Luca, con una coalizione che comprende anche Verdi, Psi, Idv, Udc, Centro Democratico; in Umbria Catiuscia Marini in coalizione con SEL; in Veneto Alessandra Moretti in alleanza con SEL, che però presenta i candidati in una lista civica di sinistra Veneto nuovo; in Puglia Michele Emiliano in coalizione con i Popolari e SEL, che come in Veneto presenta i candidati nella lista civica di sinistra Noi a Sinistra per la Puglia.
- Il Movimento 5 Stelle, in linea con le altre competizioni elettorali a cui ha partecipato, presenta il proprio candidato in tutte le regioni, senza stringere nessuna alleanza con altri partiti.
- La coalizione di sinistra, costruita dalle forze che hanno sostenuto alle Elezioni europee del 2014 la lista L'Altra Europa con Tsipras è presente in tutte le regioni anche se il principale partito, Sinistra Ecologia Libertà, in Veneto, Umbria e Puglia si presenta con il PD. Nelle diverse realtà si presenta con nomi e simboli diversi anche se molti in qualche modo richiamano l'esperienza delle elezioni europee; in Puglia candidano Riccardo Rossi per L'altra Puglia; in Campania l'ex coordinatore regionale di SEL ed ex sindaco di Castellammare di Stabia Salvatore Vozza per Sinistra al lavoro per la Campania; nelle Marche Edoardo Mentrasti per Altre Marche-Sinistra Unita; in Umbria Michele Vecchietti per L'Umbria per un'altra Europa; in Toscana Tommaso Fattori per Sì Toscana; in Veneto Laura Di Lucia Coletti per L'Altro Veneto. In Liguria la coalizione risulta spaccata con i principali partiti e movimenti, SEL, PRC, Lista Doria, che appoggiano la candidatura dell'ex PD Luca Pastorino con le liste Lista Pastorino e #rete a sinistra, candidatura che però non ha ottenuto l'appoggio dell'assemblea nazionale dell'Altra Europa con Tsipras[9], e altri movimenti e organizzazioni di estrema sinistra che candidano il capogruppo della FdS nel consiglio comunale di Genova Antonio Bruno per Progetto Altra Liguria.
- Altri: in tutte le regioni sono comunque presenti, oltre ai candidati legati ai maggiori partiti del paese, candidati di liste civiche o partiti minori di estrema destra o estrema sinistra, spesso appoggiati da una sola lista; in particolare: in Puglia sono candidati Gregorio Mariggiò per i Verdi e Michele Rizzi per Alternativa comunista; in Campania Marco Esposito per la lista meridionalista Mò e Michele Giliberti per Forza Nuova; Enrico Musso per la lista civica di centrodestra Liguria Libera, Matteo Piccardi per il Partito Comunista dei Lavoratori e Mirella Batini per Fratellanza donne; in Umbria Amato John De Paulis per Alternativa riformista, Simone Di Stefano per Sovranità prima gli italiani, Aurelio Fabiani per Casa rossa - Partito comunista dei lavoratori e Fulvio Carlo Maiorca per Forza Nuova; in Toscana Gabriele Chiurli per Democrazia Diretta; in Veneto Alessio Morosin per Indipendenza Veneta.

## Scelta dei candidati Presidente

### Primarie del centrosinistra
Così come avvenuto in elezioni precedenti il centrosinistra convocò delle elezioni primarie per la scelta dei candidati presidente.
Queste primarie si svolsero in un clima di pesanti polemiche che sostenevano che il voto fosse stato inquinato da voto di scambio e dalla partecipazione organizzata di elettori di centrodestra. In particolare in Campania con le dichiarazioni dello scrittore Roberto Saviano ed in Liguria con quelle del candidato Sergio Cofferati.
Le primarie del Veneto e della Puglia si tennero in contemporanea il 30 novembre 2014, 11 gennaio 2015 quelle della Liguria e il 1º marzo 2015 quelle della Campania e della Marche.
In Toscana venne confermata la candidatura del presidente della Regione uscente, Enrico Rossi, così come in Umbria con la candidata Catiuscia Marini; di conseguenza non furono organizzate delle primarie.

#### Campania
In Campania le primarie si svolsero il 1º marzo 2015, la scelta fu, dopo il ritiro a pochi giorni dal voto del deputato fuoriuscito da SEL Gennaro Migliore e del candidato dell'IDV Nello Di Nardo, tra l'ex sindaco di Salerno Vincenzo De Luca, l'europarlamentare Andrea Cozzolino, ambedue del PD, e il deputato socialista Marco Di Lello. Vinse De Luca con il 52 % dei voti.

#### Liguria
In Liguria si svolsero l'11 gennaio 2015 tra l'assessore regionale Raffaella Paita, l'ex sindaco di Bologna ed ex segretario generale della CGIL Sergio Cofferati, ambedue del PD, e il candidato del Centro Democratico Massimiliano Tovo. Vinse Raffaella Paita con il 52,5% dei voti.

#### Marche
Nelle Marche si votò il 1º marzo 2015 tra i candidati del PD Luca Ceriscioli e Pietro Marcolini e la candidata IDV Ninel Donini. Vinse l'ex sindaco di Pesaro Luca Ceriscioli con il 52,5 % dei voti.

#### Veneto
In Veneto si sfidarono l'europarlamentare del PD Alessandra Moretti, la deputata democratica Simonetta Rubinato e il consigliere regionale dell'IDV Antonino Pipitone. Vinse Alessandra Moretti con 66,4%.

#### Puglia
In Puglia la sfida fu tra l'ex sindaco di Bari Michele Emiliano, l'assessore regionale Guglielmo Minervini entrambi del PD e il senatore di SEL Dario Stefano. Vinse Michele Emiliano con il 57%.

### Regionariedel Movimento 5 Stelle
Il Movimento 5 Stelle, come già fatto per elezioni precedenti, svolse delle consultazioni on-line tra tutti gli iscritti al portale del Movimento 5 Stelle abilitati al voto e residenti nella regione per definire i candidati consiglieri e il candidato presidente.
Le Regionarie di Campania, Marche, Liguria, Toscana, Puglia, Umbria furono realizzate con due turni di votazione, il primo l'8 gennaio a livello provinciale per la scelta dei candidati consiglieri e il secondo, il 28 gennaio, tra coloro che erano stati scelti come consiglieri ed erano disponibili a candidarsi per la scelta del candidato presidente.
Furono scelti come candidati presidente:
- Campania: Valeria Ciarambino con 804 voti su 3765 (21,35%)
- Liguria: Alice Salvatore con 469 voti su 1502 (31,22%)
- Marche: Giovanni Maggi con 200 voti su 1485 (13,47%)
- Puglia: Antonella Laricchia con 596 voti su 3034 (19,64%)
- Toscana: Giacomo Giannarelli con 258 voti su 2505 (10,29%)
- Umbria: Andrea Liberati con 196 su 904 (21.68%) - precedentemente Laura Alunni con 268 (29.64%) la quale ha rinunciato al ruolo

In Veneto il primo turno si tenne il 29 ottobre 2014 e il secondo il 5 dicembre 2014 e fu scelto come candidato presidente Jacopo Berti con 466 voti su 2398 (19,43%).

## Sondaggi
Si riportano gli ultimi sondaggi realizzati che come previsto dalla legge sono stati pubblicati quindici giorni prima delle elezioni.

### Campania
| data | Azienda            | Committente         | De Luca (PD) | Caldoro (CD) | Ciarambino (M5S) | Vozza (Sin.) | Esposito (Civ.) | Indecisi Astenuti |
| ---- | ------------------ | ------------------- | ------------ | ------------ | ---------------- | ------------ | --------------- | ----------------- |
| 14/5 | Ipsos              | Corriere della Sera | 37 - 40      | 33 - 36      | 14 - 17          | 4 - 6        | 3 - 6           |                   |
| 12/5 | Euromedia Research | Rai Ballarò         | 36.2 - 40.4  | 33.4 - 37.6  | 17.7 - 21.1      | 3.9 - 5.7    | 1.4 - 2.6       | 45.0              |
| 11/5 | IPR Marketing      | Rai Porta a Porta   | 37           | 37           | 21,5             | 4            | 0,5             | 57                |
| 11/5 | tecnè              | Rai Porta a Porta   | 36,5         | 36,5         | 20,5             | 5,5          | 1               | 56                |

### Liguria
| data | Azienda       | Committente         | Paita (PD) | Toti (CD) | Salvatore (M5S) | Pastorino (Sin.) | Musso (Civ) | Batini (Civ.) | Bruno (Sin.) | Picardi (Com.) | Indecisi Astenuti |
| ---- | ------------- | ------------------- | ---------- | --------- | --------------- | ---------------- | ----------- | ------------- | ------------ | -------------- | ----------------- |
| 14/5 | Ipsos         | Corriere della Sera | 28 - 31    | 26 - 29   | 18 - 21         | 10 - 13          | 4 - 7       | 3 - 6         | 3 - 6        | 3 - 6          | 48,2              |
| 11/5 | IPR Marketing | Rai Porta a Porta   | 28         | 27        | 25,5            | 11               | 7           | 1,5           | 1,5          | 1,5            | 50                |
| 11/5 | tecnè         | Rai Porta a Porta   | 28,5       | 26,5      | 24              | 10               | 7,5         | 3,5           | 3,5          | 3,5            | 56,5              |

### Puglia
| data | Azienda       | Committente         | Emiliano (PD) | Poli Bortone (CD) | Schittulli (CD) | Laricchia (M5S) | Mariggiò (Verdi) | Rossi (Sin.) | Rizzi (Com) | Indecisi Astenuti |
| ---- | ------------- | ------------------- | ------------- | ----------------- | --------------- | --------------- | ---------------- | ------------ | ----------- | ----------------- |
| 14/5 | Ipsos         | Corriere della Sera | 47 - 50       | 20 - 23           | 11 - 14         | 13 - 16         | 3 - 5            | 3 - 5        | 3 - 5       | 49,1              |
| 11/5 | IPR Marketing | Rai Porta a Porta   | 46            | 17                | 14              | 20              | 3                | 3            | 3           | 52                |
| 11/5 | tecnè         | Rai Porta a Porta   | 44,5          | 15,5              | 15,5            | 22,5            | 2                | 2            | 2           | 51                |

### Veneto
| data | Azienda            | Committente         | Zaia (CD) | Moretti (PD) | Berti (M5S) | Tosi (NCD)  | Morosin (Ind) | Coletti Di Lucia (Sin) | Indecisi Astenuti |
| ---- | ------------------ | ------------------- | --------- | ------------ | ----------- | ----------- | ------------- | ---------------------- | ----------------- |
| 14/5 | Ipsos              | Corriere della Sera | 42 - 45   | 31 - 34      | 10 - 13     | 8 - 11      | 2 - 5         | 2 - 5                  | 43,2              |
| 12/5 | Euromedia Research | Rai Ballarò         | 42 - 46.4 | 32,8 - 37    | 6,4 - 8,8   | 10,3 - 13,1 | 0,6 - 1,4     | 0,3 - 0,9              | 43                |
| 11/5 | IPR Marketing      | Rai Porta a Porta   | 44        | 33           | 10,5        | 10,5        | 2             | 2                      | 50                |
| 11/5 | tecnè              | Rai Porta a Porta   | 42,5      | 31           | 13          | 11,5        | 2             | 2                      | 53,5              |

## Risultati
| Regione  | Candidati                      | Candidati                                                                  | Candidati                  | Candidati                                    | Presidenti uscenti | Presidenti uscenti     |
| Regione  | Centro-sinistra                | Centro-destra                                                              | Movimento 5 Stelle         | Altri                                        | Presidenti uscenti | Presidenti uscenti     |
| -------- | ------------------------------ | -------------------------------------------------------------------------- | -------------------------- | -------------------------------------------- | ------------------ | ---------------------- |
| Regione  |                                |                                                                            |                            | Altri                                        | Presidenti uscenti | Presidenti uscenti     |
| Veneto   | Alessandra Moretti (PD) 22,74% | Luca Zaia (LN) 50,08%                                                      | Jacopo Berti 11,87%        | Flavio Tosi (Lista Tosi - AP - Altri) 11,86% |                    | Luca Zaia (LN)         |
| Liguria  | Raffaella Paita (PD) 27,84%    | Giovanni Toti (FI) 34,44%                                                  | Alice Salvatore 24,84%     | Luca Pastorino (Rete a Sinistra) 9,41%       |                    | Claudio Burlando (PD)  |
| Toscana  | Enrico Rossi (PD) 48,02%       | - Claudio Borghi (LN) 20,02% - Stefano Mugnai (FI) 9,08%                   | Giacomo Giannarelli 15,05% | Altri 7,85%                                  |                    | Enrico Rossi (PD)      |
| Marche   | Luca Ceriscioli (PD) 41,07%    | - Francesco Acquaroli (FdI) 18,98% - Gian Mario Spacca (Marche 2020) 14,21 | Giovanni Maggi 21,78%      | Altri 3,82%                                  |                    | Gian Mario Spacca (PD) |

Coalizioni prima delle elezioni regionali del 2015

Mappa regionale dei vari partiti espressione dei presidenti di regione prima delle elezioni regionali del 2015:
Forza Italia
Indipendenti di centrosinistra
Lega Nord
Partito Democratico
Südtiroler Volkspartei
Union Valdôtaine

Coalizioni dopo le elezioni regionali del 2015

Mappa regionale dei vari partiti espressione dei presidenti di regione dopo le elezioni regionali del 2015:
Forza Italia
Indipendenti di centrosinistra
Lega Nord
Partito Democratico
Südtiroler Volkspartei
Union Valdôtaine

| Umbria   | Catiuscia Marini (PD) 42,78%   | Claudio Ricci (Ind.) 39,27%                                                | Andrea Liberati 14,31%     | Altri 3,6%                                   |                    | Catiuscia Marini (PD)  |
| Campania | Vincenzo De Luca (PD) 41,15%   | Stefano Caldoro (FI) 38,37%                                                | Valeria Ciarambino 17,52   | Altri 2,93%                                  |                    | Stefano Caldoro (FI)   |
| Puglia   | Michele Emiliano (PD) 47,12%   | - Francesco Schittulli (Ind.) 18,29% - Adriana Poli Bortone (FI) 14,40%    | Antonella Laricchia 18,42% | Altri 1,77%                                  |                    | Nichi Vendola (SEL)    |

     Forza Italia
     Indipendenti di centrosinistra
     Lega Nord
     Partito Democratico
     Südtiroler Volkspartei
     Union Valdôtaine
     Forza Italia
     Indipendenti di centrosinistra
     Lega Nord
     Partito Democratico
     Südtiroler Volkspartei
     Union Valdôtaine

### Complessivo delle liste circoscrizionali
| Aventi diritto: | 18.899.064 |        |       |         |
| Votanti: | 9.867.845  | 52,21% |       |         |
| Schede nulle | 1.391.142  |        |       |         |
| di cui bianche | 125.313    |        |       |         |
| Partito | Voti       | %      | Seggi | Diff.   |
| Partito Democratico | 2.134.386  | 25,18  | 92    | 13      |
| Movimento 5 Stelle | 1.327.613  | 15,66  | 34    | 34      |
| Forza Italia | 959.087    | 11,31  | 23    | -       |
| Lega Nord | 771.873    | 9,11   | 24    | 2       |
| Zaia Presidente | 427.363    | 5,04   | 13    | -       |
| Fratelli d'Italia - Alleanza Nazionale                                                                                                   | 236.701    | 2,79   | 5     | -       |
| Caldoro Presidente | 163.468    | 1,93   | 2     | -       |
| Emiliano Sindaco di Puglia (SC - PSI - IdV - Partito del Sud)                                                                            | 155.840    | 1,84   | 6     | -       |
| Oltre con Fitto | 155.771    | 1,84   | 4     | -       |
| Nuovo Centro Destra - Campania Popolare                                                                                                  | 133.753    | 1,58   | 1     | -       |
| De Luca Presidente | 111.698    | 1,32   | 4     | -       |
| Campania Libera | 108.921    | 1,29   | 3     | 2       |
| Noi a Sinistra per la Puglia (SEL - LPP)                                                                                                 | 108.920    | 1,29   | 4     | -       |
| Lista Tosi | 105.836    | 1,25   | 3     | -       |
| Movimento Politico Schittulli-Area Popolare                                                                                              | 101.817    | 1,20   | 4     | -       |
| Popolari (UDC - CD - Realtà Italia - Noi per la Puglia - I Socialdemocratici)                                                            | 99.021     | 1,17   | 3     | -       |
| Sì Toscana a Sinistra (PRC - PCd'I - SEL)                                                                                                | 83.187     | 0,98   | 1     | -       |
| Alessandra Moretti Presidente | 70.764     | 0,83   | 2     | -       |
| La Puglia con Emiliano (Iniziativa Democratica per la Puglia)                                                                            | 68.366     | 0,81   | 3     | -       |
| Centro Democratico-Scelta Civica | 62.975     | 0,74   | 2     | -       |
| Unione di Centro | 53.628     | 0,63   | 2     | 17      |
| Sinistra al Lavoro per la Campania (PRC - PCd'I - SEL - AC - Partito del Sud)                                                            | 53.000     | 0,63   | -     | -       |
| Fratelli d'Italia-AN - Liste Civiche | 51.152     | 0,60   | 1     | -       |
| Indipendenza Noi Veneto (Veneti Indipendenti - Liga Veneta Repubblica - Veneto Stato - Progetto NordEst - Tea Party Veneto - Pro Veneto) | 49.929     | 0,59   | 1     | -       |
| Partito Socialista Italiano | 49.643     | 0,59   | 1     | Stabile |
| Fratelli d'Italia-AN - Movimento per la Caccia e per la Cultura Rurale                                                                   | 48.163     | 0,57   | 1     | -       |
| Noi Sud | 47.367     | 0,56   | -     | 2       |
| Area Popolare (NCD-UDC) | 47.200     | 0,56   | 1     | -       |
| Indipendenza Veneta | 46.578     | 0,55   | -     | -       |
| Noi con Salvini | 38.661     | 0,46   | -     | -       |
| Campania in Rete (API-NCDU-Autonomia Sud)                                                                                                | 34.337     | 0,41   | 1     | -       |
| Veneto Civico (SC - IdV- PSI - Belluno Autonoma Regione Dolomiti)                                                                        | 26.903     | 0,32   | 1     | -       |
| Uniti per le Marche (FV-PSI-SC-IdV-Civiche)                                                                                              | 26.677     | 0,31   | 2     | -       |
| Davvero - Federazione dei Verdi | 26.401     | 0,31   | 1     | -       |
| Il Veneto del Fare | 26.119     | 0,31   | 1     | -       |
| Italia dei Valori | 25.913     | 0,31   | 1     | 24      |
| Il Popolo Toscano - Riformisti 2020 (PSI)                                                                                                | 22.760     | 0,27   | -     | -       |
| Rete a Sinistra (PRC - PCd'I - SEL- FV)                                                                                                  | 22.083     | 0,26   | 1     | -       |
| Marche 2020 - Alleanza Popolare (NCD - UDC - PRI - NCDU)                                                                                 | 21.049     | 0,25   | 1     | -       |
| Ven[e]to Nuovo (FV - SEL - Sinistra Veneta)                                                                                              | 20.282     | 0,24   | -     | -       |
| Altre Marche (PRC - PCd'I - SEL) | 20.266     | 0,24   | -     | -       |
| Popolari Marche - Unione di Centro (PpI - UDC - CD - Demo.S Democrazia Solidale)                                                         | 18.109     | 0,21   | 1     | -       |
| Popolari per l'Italia - Partito Repubblicano Italiano                                                                                    | 17.475     | 0,21   | -     | -       |
| Liguri con Paita Presidente (Demos) | 17.056     | 0,20   | -     | -       |
| Passione per la Toscana (NCD - UDC - altri)                                                                                              | 15.837     | 0,19   | -     | -       |
| Ricci Presidente | 15.784     | 0,19   | 1     | -       |
| Partito Pensionati | 14.625     | 0,17   | -     | Stabile |
| L'Altra Puglia (PRC) | 14.513     | 0,17   | -     | -       |
| Mo! Lista Civica Campana | 14.332     | 0,17   | -     | -       |
| L'Altro Veneto - ORA! Possiamo (PRC - PCd'I - Ross@ - Organizzazioni Regionali Ambientaliste)                                            | 13.997     | 0,17   | -     | -       |
| Lista Pastorino | 13.475     | 0,16   | -     | -       |
| Socialisti Riformisti (PSI) - Territori per l'Umbria                                                                                     | 12.200     | 0,14   | 1     | -       |
| Unione Nord Est | 11.173     | 0,13   | -     | 1       |
| Partito Comunista d'Italia | 10.398     | 0,12   | -     | -       |
| Cambiare in Umbria (SC) | 9.374      | 0,11   | -     | -       |
| Area Popolare - Per l'Umbria Popolare | 9.285      | 0,11   | -     | -       |
| Puglia Nazionale | 9.186      | 0,11   | -     | -       |
| Umbria più Uguale (SEL - La Sinistra per l'Umbria - Coordinamento Liste Civiche)                                                         | 9.010      | 0,11   | 1     | -       |
| Liguria Libera | 8.408      | 0,10   | -     | -       |
| Liguria Cambia | 8.328      | 0,10   | -     | -       |
| Lega Toscana - Più Toscana | 7.996      | 0,09   | -     | -       |
| Pensionati e Invalidi - Giovani Insieme                                                                                                  | 6.712      | 0,08   | -     | -       |
| Popolari per l'Italia | 6.575      | 0,08   | -     | -       |
| Mai più la Terra dei Fuochi | 6.561      | 0,08   | -     | -       |
| Federazione dei Verdi | 6.278      | 0,07   | -     | -       |
| Progetto Veneto Autonomo | 6.242      | 0,07   | -     | -       |
| Vittime della Giustizia e del Fisco | 5.941      | 0,07   | -     | -       |
| L'Umbria per un'Altra Europa (PRC - IdV)                                                                                                 | 5.561      | 0,07   | -     | -       |
| Iniziativa per l'Umbria Civica e Popolare (UDC - CD - PCd'I)                                                                             | 5.172      | 0,06   | -     | -       |
| Progetto Altra Liguria (Forum della Sinistra Europea - AC - Movimento Alternativa Politica)                                              | 3.937      | 0,05   | -     | -       |
| Razza Piave - Veneto Stato Confederale                                                                                                   | 3.487      | 0,04   | -     | -       |
| Partito di Alternativa Comunista | 3.414      | 0,04   | -     | Stabile |
| Democrazia Diretta | 3.319      | 0,04   | -     | -       |
| Partito Comunista dei Lavoratori | 3.036      | 0,04   | -     | -       |
| Spacca Presidente - Democrazia Cristiana                                                                                                 | 2.875      | 0,03   | -     | -       |
| Sovranità (CPI) | 2.343      | 0,03   | -     | -       |
| Alternativa Riformista per l'Umbria | 1.919      | 0,02   | -     | -       |
| Partito Liberale Italiano | 1.797      | 0,02   | -     | -       |
| Casa Rossa - Partito Comunista dei Lavoratori                                                                                            | 1.662      | 0,02   | -     | -       |
| Democrazia Cristiana | 1.513      | 0,02   | -     | -       |
| Forza Nuova | 1.255      | 0,01   | -     | Stabile |
| Fratellanza Donne | 1.084      | 0,01   | -     | -       |
| Totale | 8.476.703  | 100    | 253   | 75      |

Fonte:

## Controversie

### Ammissione delle liste
In Veneto si sono verificati due casi di esclusione di liste elettorali da parte delle commissioni elettorali.
- A livello regionale è stato escluso dalla competizione il candidato di Forza Nuova Sebastiano Sartori per irregolarità sulle firme, sono state annullate oltre 800 firme per mancanza dei certificati elettorali[47].
- A livello provinciale, solo per la provincia di Venezia, è stata annullata la lista Indipendenza noi Veneto con Zaia perché il simbolo richiamerebbe la lista Indipendenza Veneta del candidato presidente Alessio Morosin[47]. La lista è stata riammessa alle elezioni dal TAR di Venezia[48].

### Incandidabilità di De Luca
Il Movimento 5 stelle ha presentato un ricorso al TAR della Campania contro la candidatura di De Luca a presidente della Regione sostenendo la sua incandidabilità ed inelegibilità dato che è stato condannato in primo grado per abuso d'ufficio e sospeso dalla carica di sindaco di Salerno in applicazione della Legge Severino; il TAR ha respinto il ricorso dichiarando De Luca candidabile.
All'indomani della sua elezione a presidente della Regione, in sede civile il tribunale di Napoli ha accolto il ricorso - fondato su alcuni degli argomenti che caratterizzano il dibattito sull'applicazione del d.lgs. 235/2012 - proposto dal neoeletto dopo la sua sospensione dalla carica, disposta dalla Presidenza del consiglio ai sensi della normativa di legge.

### La lista degli impresentabili
La Commissione antimafia presieduta dalla deputata del PD Rosy Bindi ha analizzato le liste dei candidati nelle 7 regioni in base al Codice di autoregolamentazione delle candidature adottato dalla stessa commissione nel settembre 2014 e stilata con le informazioni provenienti dalle prefetture e dai tribunali.
In base a tale codice sono risultati "impresentabili" 16 candidati (4 nella regione Puglia e 12 nella regione Campania): è da notare che la commissione ha stilato la lista in base ad un codice di autoregolamentazione, quindi i 16 candidati coinvolti non sono da un punto di vista legale ineleggibili, come ha precisato la stessa presidente della commissione.
I 4 candidati pugliesi e i relativi reati sono:
- Giovanni Copertino, candidato nel collegio di Bari per la lista Forza Italia, accusato di voto di scambio, poi prescritto.
- Fabio Ladisa, candidato nel collegio di Bari per la lista Popolari per Emiliano, rinviato a giudizio per furto aggravato, tentata estorsione.
- Massimiliano Oggiano, candidato nel collegio di Brindisi per la lista Oltre con Fitto, accusato di associazione e voto di scambio con metodo mafioso.
- Enzo Palmisamo, candidato nel collegio di Brindisi per la lista Movimento Politico Schittulli, accusato per voto di scambio, poi prescritto

I 12 campani e i relativi reati sono:
- Vincenzo De Luca, candidato presidente del centrosinistra, indagato per concussione dal tribunale di Salerno.
- Antonio Ambrosio di Forza Italia, già condannato per concussione ed in attesa di giudizio per tentata concussione.
- Domenico Elefante del Centro democratico-Scelta civica, condannato in 1º e 2º grado per concussione, reato prescritto
- Fernando Errico di Ncd, coinvolto in due processi per concussione e per concussione continuata in concorso
- Alberico Gambino di Fratelli d'Italia, condannato per concussione, in attesa del processo d'appello.
- Carmela Grimaldi di Campania in rete, rinviata a giudizio per concorso esterno in associazione mafiosa e partecipazione ad associazione finalizzata a traffico di stupefacenti, assolta in primo grado ed in attesa del processo d'appello
- Alessandrina Lonardo di Forza Italia, in attesa di giudizio per concussione
- Sergio Nappi di Caldoro Presidente, rinviato a giudizio per tentata concussione
- Luciano Passariello di Fratelli d'Italia, rinviato a giudizio per impiego di denaro, beni o utilità di provenienza illecita aggravato da abuso dei poteri d'ufficio.
- Francesco Plaitano di Popolari per l'Italia, imputato per ruolo direttivo in associazione mafiosa e condannato in primo grado per estorsione
- Antonio Scalzone di Popolari per l'Italia, processato per associazione mafiosa
- Raffaele Viscardi di Popolari per l'Italia, rinviato a giudizio per corruzione e abuso d'ufficio

### Violazione del silenzio elettorale
Nel pomeriggio di sabato 30 maggio, vigilia delle elezioni, il premier Matteo Renzi è stato accusato di aver violato il silenzio elettorale disciplinato dalla legge 4 aprile 1956 n. 212, intervenendo a un dibattito del Festival dell'Economia di Trento. L'opposizione, Forza Italia in testa, ha chiesto l'intervento del Capo dello Stato.